# القناة الأولى الإسبانية
القناة الأولى الإسبانية هي قناة تلفزيونية إسبانية تديرها مجموعة التلفزيون الإسباني أُنشِئت في الـ28 أكتوبر 1956، كانت هي القناة الوحيدة في البلد إلى غاية 1965، سنة تأسيس القناة الثانية الإسبانية.

## شعار القناة
| 1956–1972 | 1963–1982 | 1982–1990 | 1990-1991 | 1991-1993 |
| 1991–1999 | 1999–2007 | 2007–2008 | 2008–الآن |           |
| --------- | --------- | --------- | --------- | --------- |